# Liste der Mitglieder des Provinziallandtags der Rheinprovinz (32. Sitzungsperiode)
Diese Liste nennt die Mitglieder des 32. Provinziallandtages der Rheinprovinz 1886.

## Hintergrund
Der Provinziallandtag der Rheinprovinz bestand aus 75 Mitglieder, die sich in vier Kurien aufteilten. Die erste Kurie bestand aus vier Standesherren, die über Virilstimmen verfügten. Die Standesherren konnten sich vertreten lassen. Die zweite Kurie bestand aus den Vertretern der Ritterschaft, diese wurden in zwei Wahlkreisen (Regierungsbezirke Koblenz/Trier/Köln und Regierungsbezirke Aachen/Düsseldorf) gewählt. Die dritte Kurie bildeten die Vertreter der Städte. Diese wurden in indirekter Wahl bestimmt. Die vierte Kurie bildeten die Landgemeinden. Diese wählten die Vertreter in doppelt indirekter Wahl: Die Urwähler wählten Wahlmänner, diese dann Bezirkswähler. Wahlkreise waren die Landkreise. Für die Abgeordneten wurden jeweils auch Stellvertreter gewählt.
Der Provinziallandtag trat vom 7. November 1886 bis zum 20. November 1886 in Düsseldorf zusammen.

## Liste der Abgeordneten
| Kurie                                | Wahlkreis | Abgeordneter                               | Anmerkung                                                     |
| ------------------------------------ | --- | ------------------------------------------ | ------------------------------------------------------------- |
| Stand der Fürsten, Grafen und Herren | | Fürst Wilhelm zu Wied                      | Landtagsmarschall                                             |
| Stand der Fürsten, Grafen und Herren | | Fürst Alfred zu Salm-Reifferscheidt-Dyck   | Dyk bei Neuss                                                 |
| Stand der Fürsten, Grafen und Herren | | Fürst Georg zu Solms-Braunfels             |                                                               |
| Stand der Fürsten, Grafen und Herren | | Fürst Hermann zu Solms-Hohensolms-Lich     |                                                               |
| Ritterschaft                         | Koblenz/Trier/Köln | Graf Gisbert von Villers                   | Rittmeister a. D., Hönningen                                  |
| Ritterschaft                         | Koblenz/Trier/Köln | Freiherr Edmund von Spies-Büllesheim       | Kammerherr, Haus Hull                                         |
| Ritterschaft                         | Koblenz/Trier/Köln | Friedrich von Solemacher-Antweiler         | Grünhaus, Vizelandtagsmarschall                               |
| Ritterschaft                         | Koblenz/Trier/Köln | Freiherr Franz Egon von Fürstenberg        | Gimborn                                                       |
| Ritterschaft                         | Koblenz/Trier/Köln | Freiherr Egon von Fürstenberg              | Landrat, Schloss Heiligenhoven                                |
| Ritterschaft                         | Koblenz/Trier/Köln | Eugen von Loë                              | Landrat, Siegburg                                             |
| Ritterschaft                         | Koblenz/Trier/Köln | Graf Maximilian von Nesselrode-Ehreshoven  | Kammerherr, Landrat a. D., Berlin                             |
| Ritterschaft                         | Koblenz/Trier/Köln | Freiherr Max von Boeselager                | Burg Peppenhoven                                              |
| Ritterschaft                         | Koblenz/Trier/Köln | Otto Graf Beissel von Gymnich              | Schloss Schmidtheim                                           |
| Ritterschaft                         | Koblenz/Trier/Köln | Joseph von Groote                          | Rittmeister a. D., Hermülheim                                 |
| Ritterschaft                         | Koblenz/Trier/Köln | Freiherr Adolph von La Valette-St. George  | Professor, Bonn                                               |
| Ritterschaft                         | Koblenz/Trier/Köln | Fritz von Jordans                          | Morenhoven                                                    |
| Ritterschaft                         | Aachen/Düsseldorf | Graf Alfred von Hompesch                   | Kammerherr, Schloss Rurich                                    |
| Ritterschaft                         | Aachen/Düsseldorf | Freiherr Friedrich Leopold von Fürstenberg | Schloss Hugenpoet                                             |
| Ritterschaft                         | Koblenz/Trier/Köln | Graf Wilhelm von Hoensbroech               | Schloss Hack                                                  |
| Ritterschaft                         | Aachen/Düsseldorf | Hermann Seul                               | Direktor der Rheinischen Provinzial Feuersocietät, Düsseldorf |
| Ritterschaft                         | Aachen/Düsseldorf | Freiherr Ludolf von Wenge-Wulffen          | Major a. D., Haus Overbach                                    |
| Ritterschaft                         | Aachen/Düsseldorf | Freiherr Rudolf Geyr von Schweppenburg     | Haus Caen                                                     |
| Ritterschaft                         | Aachen/Düsseldorf | Freiherr Georg von Eerde                   | Landrat, Geldern                                              |
| Ritterschaft                         | Aachen/Düsseldorf | Freiherr Friedrich Geyr von Schweppenburg  | Müddersheim                                                   |
| Ritterschaft                         | Aachen/Düsseldorf | Freiherr Franz von Dalwigk-Lichtenfels     | Düsseldorf                                                    |
| Ritterschaft                         | Aachen/Düsseldorf | Freiherr Adolph von Eynatten               | königlicher Kammerherr, Düsseldorf                            |
| Ritterschaft                         | Aachen/Düsseldorf | Graf Franz von Spee                        | Kammerherr, Schloss Heltorf                                   |
| Ritterschaft                         | Aachen/Düsseldorf | Graf Wilderich von Spee                    | Landrat, Unter-Maubach                                        |
| Ritterschaft                         | Aachen/Düsseldorf | Freiherr Bernhard von Scheibler            | Landrat a. D., Aachen                                         |
| Städte                               | Köln | Wilhelm Kaesen                             | Kaufmann und Stadtverordneter, Köln                           |
| Städte                               | Köln | August Heuser                              | Kommerzienrat, Köln                                           |
| Städte                               | Aachen | Martin Hubert Sommer                       | Beigeordneter, Aachen                                         |
| Städte                               | Düsseldorf | Heinrich Courth                            | Advokat-Anwalt, Düsseldorf                                    |
| Städte                               | Koblenz | Franz Adams                                | Justizrat, Koblenz                                            |
| Städte                               | Trier | Martin Joseph Jungen                       | Oberregierungsrat a. D. und Beigeordneter, Trier              |
| Städte                               | Elberfeld | Theodor Dietze                             | Kaufmann und Beigeordneter, Elberfeld                         |
| Städte                               | Barmen | Wilhelm von Eynern                         | Kaufmann, Barmen                                              |
| Städte                               | Krefeld | Theodor Pelizäus                           | Rentner, Krefeld                                              |
| Städte                               | Kreuznach, Kirn, Sobernheim, St. Goar, Boppard, Oberwinter, Bacharach, Stromberg                                                       | Victor Sahler                              | Bankier und Beigeordneter, Kreuznach                          |
| Städte                               | Stromberg, Trarbach, Zell, Cochem, Mayen, Andernach, Ahrweiler, Sinzig, Remagen, Simmern                                               | Matthias Joseph Kreuzberg                  | Weinhändler und Stadtverordneter, Ahrweiler                   |
| Städte                               | Ehrenbreitstein, Vallendar, Bendorf, Neuwied, Linz, Wetzlar, Braunfels                                                                 | Hermann Radermacher                        | Beigeordneter, Neuwied                                        |
| Städte                               | Saarlouis, Saarbrücken, St. Johann, Ottweiler, St, Wendel, Baumholder                                                                  | Ludwig Heinrich Röchling                   | Kaufmann, St. Johann                                          |
| Städte                               | Merzig, Prüm, Bitburg, Wittlich, Bernkastel, Saarburg, Neuerburg                                                                       | Eduard Nels                                | 1. Beigeordneter, Prüm                                        |
| Städte                               | Eupen, Malmédy, Schleiden, Monschau | Andreas von Grand-Ry                       | Gutsbesitzer, Eupen                                           |
| Städte                               | Düren, Gemünd, Stolberg, Burtscheid, Schleiden                                                                                         | Clemens August Hoffsümmer                  | Papierfabrikant, Düren                                        |
| Städte                               | Jülich, Eschweiler, Heinsberg, Erkelenz, Geilenkirchen mit Hünshoven, Linnich                                                          | Ferdinand Fischer                          | Bürgermeister, Eschweiler                                     |
| Städte                               | Bonn, Münstereifel, Euskirchen, Zülpich, Rheinbach, Ehrenfeld                                                                          | Philipp Hoffmann                           | Beigeordneter, Ehrenfeld                                      |
| Städte                               | Deutz, Mülheim am Rhein, Gladbach, Gummersbach, Wipperfürth, Siegburg, Königswinter, Neustadt                                          | Theodor Lucas                              | Beigeordneter, Mülheim am Rhein                               |
| Städte                               | Ratingen, Kaiserswerth, Angermund mit Gerresheim, Mettmann, Langenberg mit Hardenberg, Wülfrath, Velbert, Kronenberg, Steele, Hilden   | Albert Könnecke                            | Bürgermeister, Mettmann                                       |
| Städte                               | Duisburg, Mülheim an der Ruhr, Essen, Kettwig, Werden, Ruhrort, Dinslaken, Emmerich, Rees, Isselburg                                   | Julius Brockhoff                           | Beigeordneter, Duisburg                                       |
| Städte                               | Kleve, Wesel, Goch, Gelder, Rheinberg, Moers, Orsoy, Xanten                                                                            | Rudolph von Monschaw                       | Hauptmann a. D., Goch                                         |
| Städte                               | Neuss, Grevenbroich, Wevelinghoven, Gladbach, Viersen, Dahlen, Odenkirche, Rheydt, Uerdingen, Kempen, Süchtelen, Dülken, Kaldenkirchen | Theodor Croon                              | Beigeordneter, M-Gladbach                                     |
| Städte                               | Lennep, Ronsdorf, Lüdringhausen, Radevormwald, Burg, Hückeswagen, Wermelskirchen                                                       | Eugen Kattwinkel                           | Kaufmann und Beigeordneter, Wermelskirchen                    |
| Städte                               | Solingen, Remscheid, Dorp, Gräfrath, Wald, Höhscheid mit Merscheid, Burscheid mit Leichlingen, Opladen mit Neukirchen, Hitdorf         | Carl Friederichs                           | Kaufmann und Beigeordneter, Remscheid                         |
| Landgemeinden                        | Koblenz, St. Goar | Jacob Caspers                              | Gutsbesitzer, Bubenheim                                       |
| Landgemeinden                        | Cochem, Mayen | Jacob Peters                               | Gutsbesitzer, Fresserhof                                      |
| Landgemeinden                        | Adenau, Ahrweiler, Zell | Caspar Grod                                | Steinhauerei- und Grundbesitzer, Brohl                        |
| Landgemeinden                        | Altenkirchen, Wetzlar | Heinrich Beppler                           | Grundbesitzer, Niedercleen                                    |
| Landgemeinden                        | Kreuznach, Simmern | Heinrich Trapp                             | Ökonom, Waldböckelheim                                        |
| Landgemeinden                        | Neuwied | Adolph Reinhard                            | Ökonom, Heddesdorf                                            |
| Landgemeinden                        | Bonn, Euskirchen, Rheinbach | Joseph Frings                              | Grundbesitzer, Hersel                                         |
| Landgemeinden                        | Regierungsbezirk Köln | Eugen Buchholz                             | Gutsbesitzer, Crommenohl                                      |
| Landgemeinden                        | Kreis Köln, Bergheim | Joseph Hubert Weidt                        | Bürgermeister a. D. und Gutsbesitzer, Großkönigsdorf          |
| Landgemeinden                        | Siegburg, Waldbröl | Carl Eich                                  | Bürgermeister und Gutsbesitzer, Bödingen                      |
| Landgemeinden                        | Regierungsbezirk Düsseldorf | Clemens Hoffstadt                          | Ökonom, Vogelheim                                             |
| Landgemeinden                        | Düsseldorf, Solingen, Mettmann, Lennep                                                                                                 | Julius Wolters                             | Rittergutsbesitzer, Düsseldorf                                |
| Landgemeinden                        | Regierungsbezirk Düsseldorf | Felix von Loë                              | Landrat a. D., Hassum                                         |
| Landgemeinden                        | Geldern, Kempen | Tillmann Bönninger                         | Gutsbesitzer, Hüls                                            |
| Landgemeinden                        | Moers, Krefeld | Johann Mathias Schmitz                     | Gutsbesitzer, Renneshof                                       |
| Landgemeinden                        | Gladbach, Neuss, Grevenbroich | Werner Breuer                              | Gutsbesitzer, Giesenkirchen                                   |
| Landgemeinden                        | Saarbrücken, Ottweiler, St. Wendel | Alexander Schmidt von Schwind              | Major a. D. und Gutsbesitzer, Eschberg                        |
| Landgemeinden                        | Land- und Stadtkreis Trier | Wilhelm Rautenstrauch                      | Gutsbesitzer, Eitelsbach                                      |
| Landgemeinden                        | Saarburg, Merzig, Saarlouis | Anton Boch                                 | Geheimer Kommerzienrat, Mettlach                              |
| Landgemeinden                        | Bernkastel, Wittlich | Friedrich Herrmann                         | Guts- und Gerbereibesitzer, Mülheim                           |
| Landgemeinden                        | Daun, Prüm, Bitburg | Johann Peter Limbourg                      | Gutsbesitzer, Bitburg                                         |
| Landgemeinden                        | Jüllich, Düren | Jacob Jansen                               | Gutsbesitzer, Binsfeld                                        |
| Landgemeinden                        | Aachen, Geilenkirchen | Joseph Bürsgens                            | Gutsbesitzer, Altstreifeld                                    |
| Landgemeinden                        | Heinsberg, Erkelenz | Johann Hubert Schlick                      | Gutsbesitzer, Holzweiler                                      |
| Landgemeinden                        | Eupen, Malmedy, Schleiden, St. Vith | Severin Haag                               | Landwirt und Bierbrauereibesitzer, Mechernich                 |